# Heba Hefny
Heba Hefny –en árabe, هبة حفني– (nacida el 16 de octubre de 1972) es una deportista egipcia que compitió en judo. Ganó dos medallas en los Juegos Panafricanos de 1999, y siete medallas en el Campeonato Africano de Judo entre los años 1996 y 2002.

## Palmarés internacional
| Juegos Panafricanos | Juegos Panafricanos       | Juegos Panafricanos | Juegos Panafricanos |
| Año                 | Lugar                     | Medalla             | Categoría           |
| ------------------- | ------------------------- | ------------------- | ------------------- |
| 1999                | Johannesburgo (Sudáfrica) | Medalla de oro      | +78 kg              |
| 1999                | Johannesburgo (Sudáfrica) | Medalla de oro      | Abierta             |
| Campeonato Africano |                           |                     |                     |
| Año                 | Lugar                     | Medalla             | Categoría           |
| 1996                | Sudáfrica (Sudáfrica)     | Medalla de plata    | +72 kg              |
| 1996                | Sudáfrica (Sudáfrica)     | Medalla de plata    | Abierta             |
| 1998                | Dakar (Senegal)           | Medalla de oro      | +78 kg              |
| 2000                | Argel (Argelia)           | Medalla de oro      | +78 kg              |
| 2000                | Argel (Argelia)           | Medalla de plata    | Abierta             |
| 2002                | El Cairo (Egipto)         | Medalla de oro      | +78 kg              |
| 2002                | El Cairo (Egipto)         | Medalla de oro      | Abierta             |